# Fibré adjoint
En géométrie différentielle, le fibré adjoint est un fibré vectoriel associé particulier d'un {\displaystyle G}-fibré principal.
Il joue un rôle important en théorie de jauge où les transformations de jauge infinitésimales, les vecteurs tangents à l'espace des formes de connexions et la 2-forme de courbure sont toutes des formes différentielles à valeurs dans le fibré adjoint.

## Définition
Soient :
- {\displaystyle G}, un groupe de Lie ;
- {\displaystyle {\mathfrak {g}}:=\mathrm {Lie} (G):=T_{e}G}, l'algèbre de Lie de {\displaystyle G} ;
- {\displaystyle B}, une variété différentielle ;
- {\displaystyle \pi :P\to B}, un {\displaystyle G}-fibré principal sur {\displaystyle B} ;
- {\displaystyle \Phi :G\to \mathrm {Diff} (P)}, l'action de groupe à droite de {\displaystyle G} sur {\displaystyle P} ;
- {\displaystyle \mathrm {Ad} :G\to \mathrm {Aut} ({\mathfrak {g}})}, la représentation adjointe de {\displaystyle G} sur son algèbre de Lie {\displaystyle {\mathfrak {g}}}.

Définition
Le fibré adjoint à {\displaystyle P} est le fibré associé suivant :
{\displaystyle \mathrm {Ad} P:=P\times _{\mathrm {Ad} }{\mathfrak {g}}}

## Exemples de sections du fibré associé
- Toute transformation de jauge infinitésimale correspond à une 0-forme différentielle à valeurs en le fibré adjoint ;
- Tout vecteur tangent de l'espace des formes de connexions correspond à une 1-forme différentielle à valeurs en le fibré adjoint ;
- La 2-forme de courbure d'une forme de connexion est une 2-forme différentielle à valeurs en le fibré adjoint.

## Structure d'algèbre sur les sections du fibré adjoint
La représentation adjointe {\displaystyle \mathrm {Ad} } préserve le crochet de Lie :
{\displaystyle [\mathrm {Ad} _{g}(\xi _{1}),\mathrm {Ad} _{g}(\xi _{2})]=\mathrm {Ad} _{g}[\xi _{1},\xi _{2}],\qquad \forall g\in G,\;\forall \xi _{1},\xi _{2}\in {\mathfrak {g}}}
Étant {\displaystyle \mathrm {Ad} }-équivariant, le crochet de Lie descend à une forme bilinéaire antisymétrique définie fibre par fibre pour le fibré adjoint :
{\displaystyle [\cdot ,\cdot ]:\mathrm {Ad} P\times \mathrm {Ad} P\to \mathrm {Ad} P}
Ceci donne, en retour, une structure d'algèbre de Lie aux sections du fibré adjoint :
{\displaystyle [\cdot ,\cdot ]:\Gamma (\mathrm {Ad} P)\times \Gamma (\mathrm {Ad} P)\to \Gamma (\mathrm {Ad} P)}
Combiné avec le produit extérieur sur les formes différentielles, ceci définit un produit crochet-extérieur sur les formes différentielles à valeurs en le fibré adjoint  :
{\displaystyle [\cdot \wedge \cdot ]:\Omega ^{p}(B;\mathrm {Ad} P)\times \Omega ^{q}(B;\mathrm {Ad} P)\to \Omega ^{p+q}(B;\mathrm {Ad} P)}